# Súng hỏa mai

Súng hỏa mai đốt bằng dây cháy chậm- bảo tàng vũ khí- Hà Nội

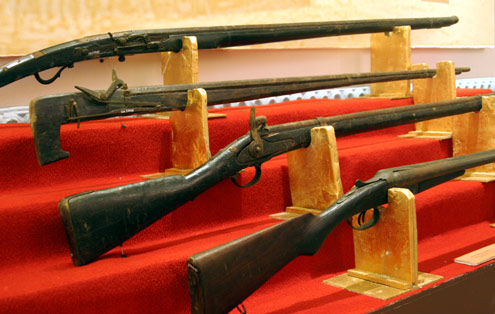
Súng hỏa mai mồi thừng, súng hỏa mai đá lửa, súng kíp có hạt nổ và súng săn hai nòng ở Việt Nam.

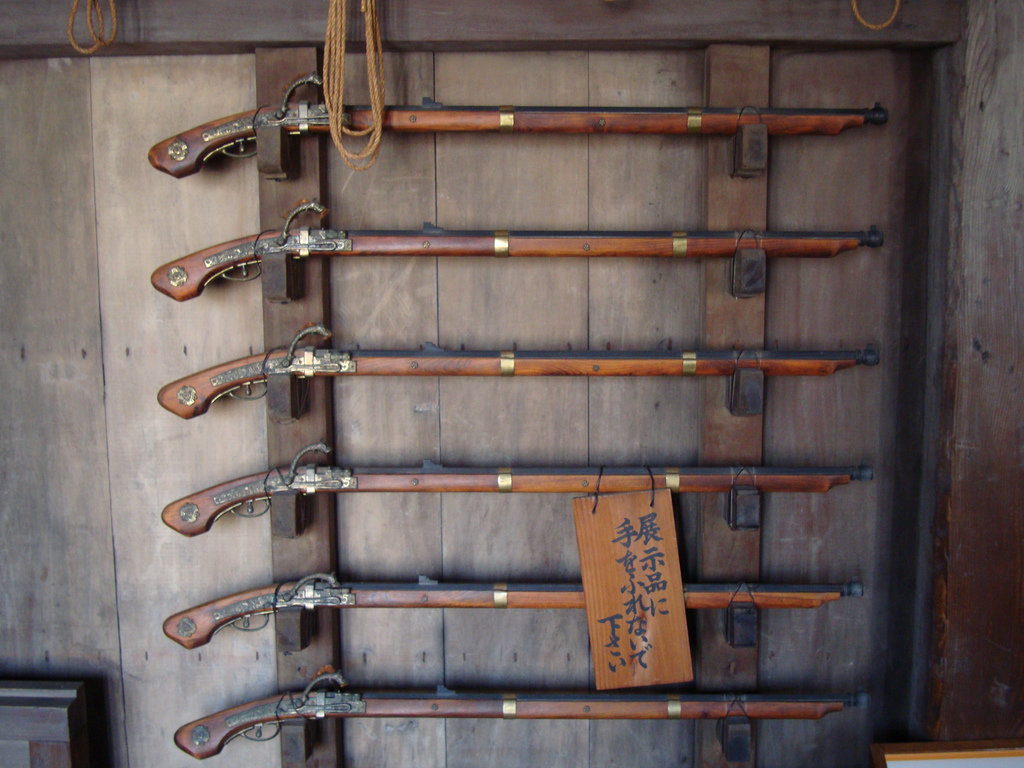
Súng hỏa mai mồi thừng của Nhật Bản thế kỷ 16

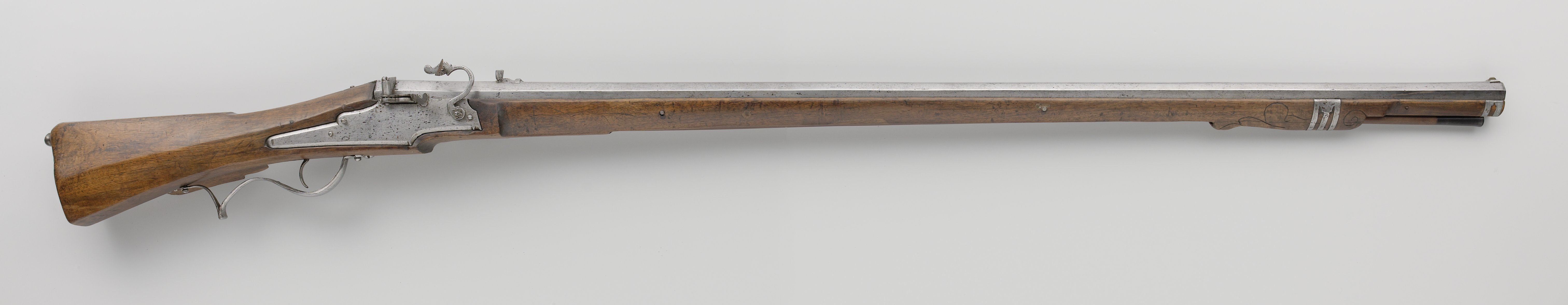
Súng hỏa mai mồi thừng của Châu Âu

Súng hỏa mai hay còn gọi là súng điểu thương là loại súng cá nhân nòng nhẵn được tạo thành từ một ống kim loại một đầu bịt chặt; thuốc súng và đạn được nạp qua miệng, thuốc súng được đốt qua một lỗ nhỏ (lỗ đốt) khoét ở bên cạnh; cơ cấu điểm hỏa bằng dây cháy chậm hoặc đá lửa.
Súng hỏa mai được phát minh khoảng đầu thế kỷ 16. Đến đầu thế kỷ 18, súng hỏa mai trở thành vũ khí chủ yếu của các quân đội phương Tây.
Hỏa mai không dùng đạn vỏ cứng, nó dùng đạn có thuốc súng và đầu đạn chì bọc trong một cái túi nhỏ hay giấy gói. Khi nạp đạn, xạ thủ phải dùng răng xé lớp buộc đầu súng, đổ thuốc súng vào cần điểm hỏa, cho đầu đạn vào bằng cách thông nòng súng rồi mới bắn được. Quá trình này, với lính mới mất 20 giây, nên hỏa mai không thể nạp đạn nhanh như súng trường nạp đạn từ khóa nòng.
Để khai hỏa hỏa mai, cần kéo cần điểm hỏa xuống mảnh đá lửa, rồi bắn. Việc bắn hỏa mai có thể tốn 10 giây với cựu binh và hầu hết hỏa mai đời đầu không có điểm ruồi nên việc ngắm bắn rất khó khăn.
Do cuộc cách mạng công nghiệp đánh dấu nhiều sự thay đổi như đầu máy hơi nước thay cho xe ngựa kéo, nhà máy thay cho nông trang và rất nhiều thay đổi khác, hỏa mai dần mất công dụng và đã thua những khẩu súng trường dùng đạn vỏ kim loại và đã dần bị thay thế cho đến khi biến mất vào thời Chiến tranh thế giới thứ nhất.

### Súng hỏa mai tạiViệt Nam
Tại Việt Nam, súng hỏa mai 火枚, hay trong văn bản hành chính Đàng Ngoài gọi là Hiệp Súng 挾銃, Đàng Trong gọi là Điểu Thương 鳥鎗, là thứ vũ khí phổ dụng kể từ thế kỷ 16 đến thế kỷ 19. Các chúa phong kiến lớn như vua nhà Lê, vua nhà Mạc, chúa Trịnh, chúa Nguyễn đều trang bị súng hỏa mai với số lượng khổng lồ cho quân đội. Sử sách lẫn văn học đều ghi chép các trận đánh thời đại này "đạn bay như sao sa". Ca dao Đàng Trong cũng ghi lại hình ảnh người lính thú:
| “ | Ngang lưng thì thắt đai vàng Đầu đội nón dấu vai mang súng dài Một tay thì cắp hỏa mai Một tay cắp giáo quan sai xuống thuyền Tùng tùng trống đánh ngũ liên, Bước chân xuống thuyền nước mắt như mưa. | ” |

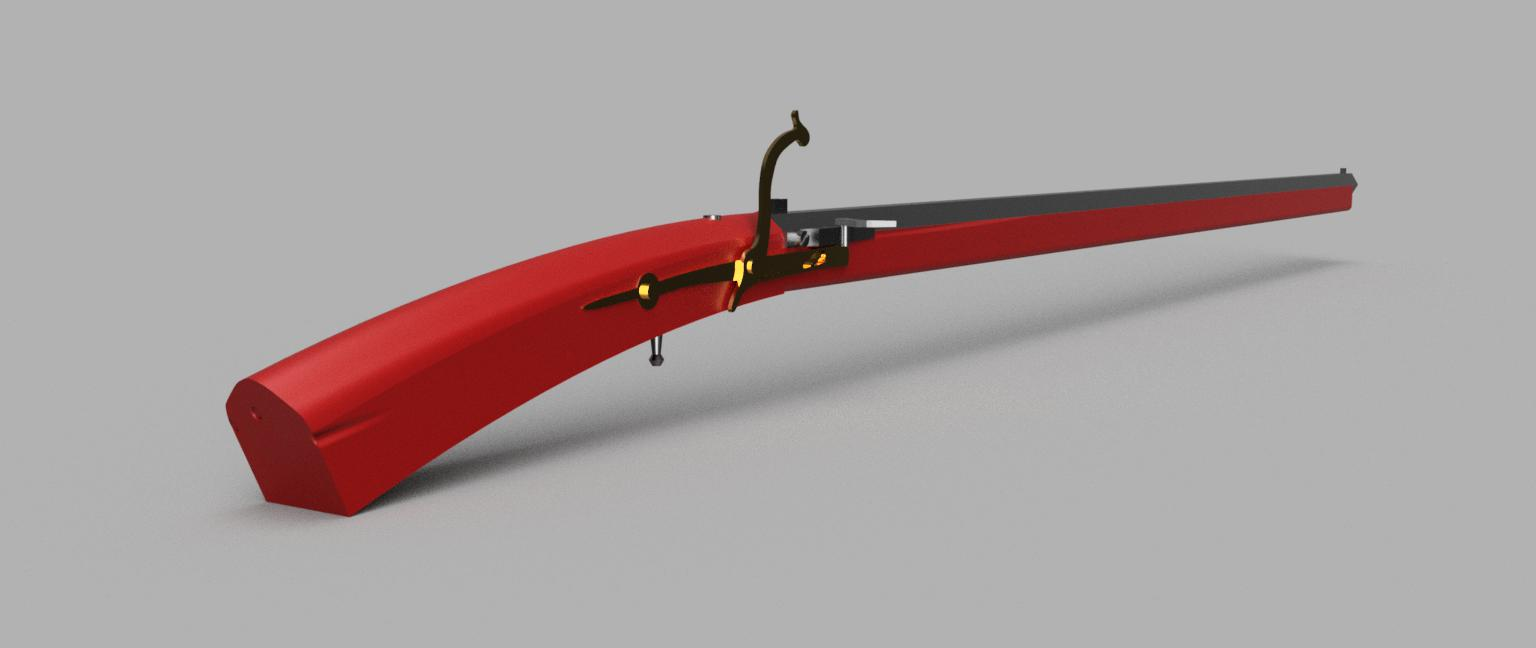
Mô phỏng 3D khẩu Hiệp súng Đàng Ngoài Việt Nam thế kỷ 18. Đông Nguyễn, Kaovjets Ngujens (2023). Lôi Động, Tinh Phi. NXB Dân Trí.

Đến đầu triều Nguyễn, súng hỏa mai dùng mồi thừng hoặc đá lửa dần dần bị thay thế bằng súng trường tiên tiến hơn, sử dụng hạt nổ và vỏ đạn tương tự phương Tây bấy giờ. Tuy nhiên, sau thời Minh Mạng, do quốc lực hao kiệt, súng trường lại bị hỏa mai thế chỗ, nhưng với số lượng khiêm tốn hơn nhiều lần so với các thế kỷ trước. Trong những năm trước khi Pháp xâm lược, trung bình cứ 10 lính nhà Nguyễn thì chỉ có 1 người là có súng hỏa mai. Đến giữa Thế kỷ 19, khi quân Pháp xâm lược, trước sức mạnh của đối phương được trang bị những súng trường với số lượng lớn và chất lượng hiện đại, nhà Nguyễn chỉ với súng hỏa mai với số lượng ít và chất lượng thì lỗi thời đã thất bại nhanh chóng.